# The Mexican (film, 1911)
Pour les articles homonymes, voir The Mexican (homonymie) et The Mexican (film, 1956).
The Mexican est un film muet américain réalisé par Allan Dwan et sorti en 1911.

## Fiche technique
- Réalisation : Allan Dwan
- Date de sortie :
  - États-Unis : 9 novembre 1911

## Distribution
- J. Warren Kerrigan : Clarence Stowell
- Pauline Bush : Dolores
- Jack Richardson : Charlie Mason
- George Periolat : Joe Curvey